# Генкін Юхим Борисович
Юхим Борисович Генкін (Розенталь) (грудень 1896, містечко Ляди Гжатського повіту Смоленської губернії, тепер Смоленської області, Російська Федерація — розстріляний 10 лютого 1938, місто Москва, тепер Російська Федерація) — радянський державний і партійний діяч, секретар ЦК КП(б) Білорусі, заступник народного комісара фінансів СРСР. Член Комісії партійного контролю при ЦК ВКП(б) у 1934—1937 роках.

## Життєпис
Народився в єврейській родині службовця. З серпня 1913 по березень 1917 року працював, давав приватні уроки. У 1916 році закінчив гімназію в місті Смоленську, потім навчався на першому курсі фізико-математичного факультету Московського університету.
Член РСДРП(б) з березня 1917 року.
У березні — жовтні 1917 року — агітатор, пропагандист Смоленського комітету РСДРП(б).
У листопаді 1917 — грудні 1918 року — помічник секретаря Смоленського губернського комітету РКП(б), член виконавчого комітету Смоленської губернської ради, секретар Спілки деревообробників у Смоленську.
З січня 1919 по травень 1920 року — секретар Смоленського повітово-міського комітету РКП(б).
З 11 по 22 листопада 1920 року — секретар Тимчасового Центрального бюро КП(б) Білорусі. З 26 листопада по 16 грудня 1920 року — секретар ЦК КП(б) Білорусі. Одночасно з 26 листопада 1920 року — завідувач організаційного відділу ЦБ КП(б) Білорусі.
З 18 грудня 1920 по 25 лютого 1921 року — секретар ЦК КП(б) Білорусі, один із редакторів газети «Звязда». Під час дискусії про роль профспілок на загальних зборах комуністів (Мінськ, січень 1921 року) виступив на захист поглядів Льва Троцького.
Одночасно в грудні 1920 — липні 1921 року — народний комісар праці РСР Білорусь.
26 липня 1921 — 25 травня 1922 року — народний комісар фінансів РСР Вірменія, член Бюро ЦК КП(б) Вірменії.
У червні 1922 — квітні 1928 року — заступник народного комісара фінансів, народний комісар фінансів Закавказької РФСР.
З травня 1928 по липень 1930 року — завідувач організаційного відділу Закавказького крайового комітету ВКП(б), голова Вищої ради народного господарства (ВРНГ) Закавказької РФСР.
У липні — жовтні 1930 року — слухач курсів марксизму-ленінізму в Москві.
У вересні 1930 — лютому 1931 року — в.о. заступника народного комісара фінансів СРСР. У лютому 1931 — лютому 1934 року — заступник народного комісара фінансів СРСР.
Одночасно, з квітня 1931 року — редактор журналу «Финансы и социалистическое хозяйство».
У лютому 1934 — вересні 1936 року — керівник фінансово-банківської групи Комісії партійного контролю при ЦК ВКП(б).
У вересні 1936 — жовтні 1937 року — начальник планового сектора Народного комісаріату важкої промисловості СРСР.
11 жовтня 1937 року заарештований органами НКВС. Засуджений Воєнною колегією Верховного суду СРСР 8 лютого 1938 року до страти за звинуваченням в участі у контрреволюційній терористичній організації, розстріляний 10 (або 9) лютого 1938 року. Похований на полігоні «Комунарка» біля Москви.
28 травня 1955 року реабілітований, 16 червня 1955 року посмертно відновлений у партії.